# Ephippiochthonius zoiai
Espèce
Synonymes
- Chthonius zoiai Gardini, 1990

Ephippiochthonius zoiai est une espèce de pseudoscorpions de la famille des Chthoniidae.

## Distribution
Cette espèce est endémique de Ligurie en Italie. Elle se rencontre dans les grottes Grotta della Taglia et Grotta di Bocca Lupara à La Spezia, dans la grotte Grotta da Prima Ciappa à Castiglione Chiavarese et dans la grotte Grotta dei Branzi à Lerici.

## Description
Les mâles mesurent de 1,30 à 1,55 mm et les femelles de 1,46 à 1,60 mm.

## Étymologie
Cette espèce est nommée en l'honneur de Stefano Zoia.

## Publication originale
- Gardini, 1990 : Gli Chthonius (Ephippiochthonius) eucavernicoli della Liguria (Pseudoscorpionida, Chthoniidae). Fragmenta Entomologica, vol. 22, no 2, p. 231-256.